# Saison 1 de Boardwalk Empire
Chronologie
Saison 2
Cet article présente le guide des épisodes de la première saison de la série télévisée américaine Boardwalk Empire.

## Distribution

### Acteurs principaux
- Steve Buscemi (VF : Edgar Givry) : Enoch "Nucky" Thompson
- Michael Pitt (VF : Emmanuel Garijo) : James "Jimmy" Darmody
- Kelly Macdonald (VF : Julie Turin) : Margaret Schroeder
- Michael Shannon (VF : David Kruger) : Nelson Van Alden
- Shea Whigham (VF : Stéphane Bazin) : Elias "Eli" Thompson
- Aleksa Palladino (VF : Laura Préjean) : Angela Darmody
- Michael Stuhlbarg (VF : Pierre-François Pistorio) : Arnold Rothstein
- Stephen Graham (VF : Emmanuel Curtil) : Al Capone
- Vincent Piazza (VF : Mathieu Buscatto) : Charlie Luciano
- Paz de la Huerta (VF : Karine Foviau) : Lucy Danziger
- Michael Kenneth Williams (VF : Jean-Paul Pitolin) : Albert "Chalky" White
- Anthony Laciura (VF : Georges Claisse) : Eddie Kessler
- Paul Sparks (VF : Ludovic Baugin) : Michael "Mickey Doyle" Kozik
- Dabney Coleman (VF : Jean-François Laley) : Commodore Louis Kaestner

 Source et légende : version française (VF) sur RS Doublage et Doublage Séries Database

### Acteurs récurrents
| - Brady et Connor Noon : Tommy Darmody - Josie et Lucy Gallina : Emily Schroeder - Declan et Rory McTigue : Teddy Schroeder - William Hill : conseiller George O'Neill - Robert Clohessy : conseiller Jim Neary - Gretchen Mol (VF : Barbara Beretta) : Gillian Darmody - Adam Mucci : Deputy Halloran - Erik Weiner (VF : Cyrille Artaux) : Agent Sebso - Greg Antonacci (VF : José Luccioni) : Johnny Torrio - Edoardo Ballerini : Ignatius D'Alessio - Max Casella (VF : Patrice Baudrier) : Leo D'Alessio - Peter McRobbie (VF : Jean-Luc Kayser) : Supervisor Frederick Elliot - Jack Huston (VF : Xavier Fagnon) : Richard Harrow | - Anna Katarina : Isabelle Jeunet - Megan Reinking : Annabelle - Kevin O'Rourke : Edward L. Bader - Anatol Yusef : Meyer Lansky - Tom Aldredge : Ethan Thompson - Stephen DeRosa : Eddie Cantor - Pearce Bunting : Bill McCoy - Emily Meade : Pearl - Geoff Pierson : Walter Edge - Joseph Riccobene : Frankie Yale - Joe Caniano : Jake Guzik - Christopher McDonald : Harry Daugherty |

## Liste des épisodes

### Épisode 1:Boardwalk Empire
- États-Unis : 19 septembre 2010 sur HBO
- France : 19 décembre 2010 sur OCS

- États-Unis : 4,81 millions de téléspectateurs[3] (première diffusion)

- Greg Antonacci (Johnny Torrio)
- Pearce Bunting (Bill McCoy)
- Danny Burstein (Lolly Steinman)
- Robert Clohessy (Neary)
- Stephen DeRosa (Eddie Cantor)
- Josie et Lucy Gallina (Emily Schroeder)
- William Hill (O'Neill)
- Johnnie Mae (Louanne)
- Edward McGinty (Boyd)
- Peter McRobbie (Superviseur Elliot)
- Declan et Rory McTigue (Teddy Schroeder)
- Tracy Middendorf (Babbette)
- Adam Mucci (Shériff adjoint Halloran)
- Brady et Connor Noon (Tommy Darmody)
- Joseph Riccobene (Frankie Yale)
- John Rue (Maire Harry Bacharach)
- Samuel Taylor (Paddy Ryan)
- Victor Verhaeghe (Fleming)
- Erik Weiner (Agent Sebso)
- Joseph Sikora (Hans Schroeder)
- Dana Ivey (Mme McGarry)

En 1920, deux hommes portant des masques tendent une embuscade contre un groupe de bootleggers ramenant du whisky de contrebande aux États-Unis. Trois jours auparavant, Enoch « Nucky » Thompson , le trésorier du comté d'Atlantic City, dans le New Jersey , prononce un discours lors d'un rassemblement de la Ligue de tempérance à la veille de la Prohibition. Il inspire et émeut le public entièrement féminin avec son histoire de misère et richesse et sa rhétorique anti-alcool. Nucky quitte le rassemblement tôt et se dirige rapidement vers le Babette's Supper Club, où un rassemblement bruyant d'élus, dont son frère, le shérif Eli Thompson, célèbre le début de la Prohibition et les opportunités lucratives de contrebande qu'elle apportera. Nucky nomme son chauffeur et protégé, le vétéran de la Première Guerre mondiale Jimmy Darmody, comme assistant de Paddy Ryan, un jeune chef local appartenant à la machine politique de Nucky . Alors que minuit sonne et que l'interdiction entre officiellement en vigueur, les fêtards trinquent à la « mort » de l'alcool. De mauvaise humeur et mal à l'aise, Jimmy part rapidement.
Le lendemain matin, Jimmy et sa fiancée, Angela, discutent de leur avenir. Angela souhaite que Jimmy reprenne ses études à Princeton, mais ce dernier pense que cela prendra trop de temps et décide de continuer à travailler pour Nucky. Pendant ce temps, Nucky rencontre Margaret Schroeder, une membre enceinte de la Ligue de Tempérance. Lorsqu'elle demande un emploi pour son mari, Nucky lui donne une liasse d'argent et demande à Jimmy de la conduire chez elle. Cette nuit-là, Jimmy et Nucky visitent le salon funéraire de Mickey Doyle, qui sert de façade pour distiller de l'alcool. Jimmy attaque Mickey pour l'avoir incité à boire du formaldéhyde, compromettant presque l'opération. Réprimandé par Nucky, Jimmy demande un travail plus important et laisse entendre que la guerre l'a fait mûrir. Nucky prend Jimmy dans ses bras avant de le mettre au défi de créer ses propres opportunités. Nucky dîne ensuite avec quatre grandes figures de la mafia, Arnold Rothstein et Lucky Luciano de New York, accompagnés de Big Jim Colosimo et Johnny Torrio de Chicago, qui acceptent de commencer à acheter des envois d'alcool par la voie maritime de Nucky. Rothstein demande de l'alcool pour le mariage d'un ami et Nucky accepte de lui vendre son dernier envoi, à condition que les propres hommes de Rothstein le récupèrent. Rothstein demande alors de reporter le paiement jusqu'au lendemain. Alors que Jimmy attend Nucky à l'extérieur, il se lie d'amitié avec le chauffeur de Torrio, Al Capone. Le lendemain, Rothstein, célèbre tricheur aux jeux de cartes , gagne plus de 90 000 $ dans le casino de Nucky. Nucky arrive et fait repartir Rothstein avec ses gains, moins le coût de l'expédition de whisky. Peu après, le mari jaloux et violent de Margaret, Hans, se confronte à Nucky, qui le frappe avec violence en le voyant jouer l'argent qu'il a donné à Margaret et le fait expulser de l'établissement. De retour chez lui, Hans, ivre, se met à battre violemment sa femme, au point qu'elle fait une fausse couche.
Le jour du casse arrive : Jimmy recrute Capone pour détourner la cargaison de whisky de Rothstein par camion, le soir où Nucky assiste à la prestation d'un comique en compagnie de sa maîtresse, Lucy. Alors que tout se déroule sans encombre, Capone, surpris par un cerf, ouvre le feu sur les contrebandiers qui se sont rendus, le contraignant avec Jimmy à les tuer avant de fuir avec les camions volés. Au même moment, à seulement cinq kilomètres de là, une équipe d'agents fédéraux, menés par Nelson Van Alden, fait une descente dans le salon funéraire de Mickey. Avec l'aide d'Eli, Nucky en déduit que Jimmy avait informé les fédéraux concernant les activités de Mickey et qu'il est impliqué dans le vol. Lorsqu'il est confronté, Jimmy admet qu'il comptait sur le pardon de Nucky et demande à nouveau son aide pour des entreprises criminelles plus agressives, affirmant que la guerre ne lui a laissé aucun avenir autre que la violence. Jimmy scelle la complicité de Nucky en lui offrant une part du butin et prévient Nucky qu'il ne peut plus se permettre d'être « à moitié gangster ».

### Épisode 2:La Tour d'ivoire
- États-Unis : 26 septembre 2010 sur HBO
- France : 26 décembre 2010 sur OCS

- États-Unis : 3,33 millions de téléspectateurs[4] (première diffusion)

- Gretchen Mol (Gillian Darmody)
- Greg Antonacci (Johnny Torrio)
- Joseph Riccobene (Frankie Yale)
- Danny Burstein (Loly Steinman)
- Frank Crudele (Big Jim Colosimo)
- Peter McRobbie (le superviseur du FBI Frederick Elliott)
- Erik Weiner (l'agent Sesbo)

Lors des funérailles de Big Jim Colosimo à Chicago, Capone et Torrio sont interrogés par des journalistes sur le meurtre de Colosimo. De retour à Atlantic City, Nelson Van Alden, enquêteur du Bureau de la Prohibition, interroge Nucky sur le vol sur lequel il enquête, révélant ses soupçons selon lesquels Hans Schroeder a été accusé du crime. À la place de Nucky, Eli rend visite à Margaret à l'hôpital et remet une enveloppe d'argent, soulignant l'implication signalée de Hans dans des activités criminelles. Nucky confronte Mickey en prison, l'informant que son opération est reprise par le gangster afro-américain Albert " Chalky " Blanc. Jimmy achète des cadeaux de Noël coûteux pour sa famille avec une partie de sa part du vol du whisky. 
À New York, Luciano livre Frankie Yale pour être interrogé par Rothstein sur son rôle dans le meurtre de Colosimo. Jimmy rend visite à sa mère Gillian, une showgirl, et lui présente un collier coûteux, remplaçant celui qu'elle avait vendu pour subvenir aux besoins de la famille pendant son enfance. Lorsque Jimmy se rend au travail, Nucky le confronte à propos du vol. Après que Jimmy ait admis son implication et celle de Capone, Nucky le licencie et exige une part supplémentaire de 3 000 $ du produit volé. Rothstein téléphone à Nucky et exige 100 000 $ pour couvrir ses pertes du vol, soulignant qu'un membre de sa famille faisait partie des victimes de la fusillade. Nucky refuse la demande. Van Alden rend visite à Margaret chez elle et lui dit qu'il pense que son mari n'était pas impliqué dans le vol, l'interrogeant sur son implication avec Nucky.

### Épisode 3:Broadway Limited
- États-Unis : 3 octobre 2010 sur HBO
- France : 2 janvier 2011 sur OCS

- États-Unis : 3,41 millions de téléspectateurs[5] (première diffusion)

- Gretchen Mol (Gillian Darmody)
- Edoardo Ballerini (Ignatius D'Alessio)
- Max Casella (Leo D'Alessio)
- Peter McRobbie (le superviseur du FBI Frederick Elliott)
- Erik Weiner (l'agent Sesbo)

Nucky ordonne à Eli d'assassiner le survivant du braquage pour l'empêcher de témoigner, puis part rencontrer Chalky et terminer leurs arrangements de contrebande. Eli tente d'étouffer le témoin, mais est interrompu par Van Alden, qui utilise une ruse pour placer le survivant en détention fédérale. Nucky s'arrange pour que Margaret soit embauchée dans un magasin de vêtements, où elle apprend qu'une autre travailleuse a été licenciée pour lui faire de la place. La maîtresse de Nucky, Lucy, visite la boutique, insultant Margaret pendant qu'elle l'aide à essayer des robes.
Van Alden essaie de transporter le témoin à New York, mais ce dernier a besoin de soins médicaux en cours de route. Dans un cabinet de dentiste, alors que le témoin est mourant, Van Alden le torture jusqu'à ce qu'il signale l'implication de Jimmy. Rothstein apprend que le témoin, un membre éloigné de la famille, est décédé et envoie Luciano à Atlantic City pour s'occuper de Jimmy. Ailleurs, Jimmy apprend l'amitié d'Angela avec un photographe local. Il rencontre ensuite Nucky, qui l'avertit que Van Alden le soupçonne du vol et dles meurtres. Jimmy s'enfuit pour Chicago, laissant Angela et leur fils.

### Épisode 4:Anastasia
- États-Unis : 10 octobre 2010 sur HBO
- France : 9 janvier 2011 sur OCS

- États-Unis : 2,57 millions de téléspectateurs[6] (première diffusion)

- Gretchen Mol (Gillian Darmody)
- Greg Antonacci (Johnny Torrio)
- Edoardo Ballerini (Ignatius D'Alessio)
- Max Casella (Leo D'Alessio)
- Chris Mulkey (Boss Frank Hague)
- Geoff Pierson (le sénateur Walter Edge)
- Emily Meade (Pearl)

A Chicago, Jimmy se retrouve à travailler pour Torrio, et vit dans un bordel que ce dernier dirige. Jimmy et Capone tentent de forcer un propriétaire de bar à acheter son alcool à Torrio, mais ce dernier, peu coopératif, est battu par Capone. Ils rencontrent le rival de Torrio, Sheridan, et font des compromis sur les accords commerciaux. Torrio est plus impressionné par la négociation de Jimmy que par la brutalité de Capone. L'un des hommes de Sheridan riposte, attaquant et défigurant la petite amie actuelle de Jimmy, Pearl, une prostituée dans le bordel de Torrio.
Pendant ce temps à Atlantic City, alors que Nucky prépare sa fête d'anniversaire « surprise », il s'inquiète de l'impact politique du meurtre du chauffeur de Chalky. Eli livre le chef du chapitre local du Ku Klux Klan à Chalky, qui le torture jusqu'à ce qu'il soit convaincu que le Klan n'était pas impliqué dans le meurtre. Lors de la fête de Nucky, le sénateur Edge lui dit qu'il ne recevra pas les fonds de construction de routes nécessaires pour achever le développement d'Atlantic City, qui ira à la place au maire Frank Hague à Jersey City.

### Episode 5:Nights in Ballygran
- États-Unis : 17 octobre 2010 sur HBO
- France : 16 janvier 2011 sur OCS

- États-Unis : 2,85 millions de téléspectateurs[7] (première diffusion)

- Gretchen Mol (Gillian Darmody)
- Greg Antonacci (Johnny Torrio)
- Tom Aldredge (Ethan Thompson)
- Dana Ivey (Mme McGarry)
- Erik Weiner (l'agent Sesbo)
- Emily Meade (Pearl)

Margaret se réveille pour voir des hommes travaillant pour le chef de quartier James Neary décharger des barils de bière dans un garage derrière sa maison. Elle rencontre Nucky sur le chemin du travail, mais il la déçoit par sa soudaine réserve. Après avoir discuté du garage lors d'une réunion de la Ligue de Tempérance, Margaret et une collègue rencontrent Nucky, qui promet d'agir mais ne fait rien. Margaret revoit les livraisons cette nuit-là : repoussée par Neary et complètement ignorée par Nucky, elle dénonce Neary à Van Alden. L'agent rejette d'abord l'opération comme l'une des centaines de la ville, mais elle attire son intérêt en mentionnant que Neary travaille pour Nucky. Alors que Nucky et Eli se préparent pour les célébrations de la Saint-Patrick, Eli mentionne sa prochaine campagne de réélection et insiste pour « dire quelques mots » au Celtic Dinner, un rassemblement de gros bonnets irlandais locaux. Nucky est sceptique quant aux efforts d'Eli pour améliorer sa prise de parole en public, mais accepte à contrecœur. Des nains locaux, qui travaillent sur un ring de boxe, sont embauchés pour se déguiser en lutins pour le dîner. Lorsqu'ils se plaignent du boulot dégradant, leur chef Carl décide d'aller voir Nucky afin de leur faire doubler leur salaire.
A Chicago, Jimmy s'occupe de Pearl après sa défiguration, mais elle continue sa spirale vers la dépression et l'addiction au laudanum. Torrio ordonne son expulsion parce que son visage marqué l'empêche de travailler comme prostituée. Jimmy propose de payer pour sa subsistance, mais se rend compte qu'il ne peut pas se le permettre. Pearl semble comprendre sa situation : plus tard dans la nuit, elle exhibe son visage ivre dans le salon et, après un dernier baiser avec Jimmy, se tire une balle dans la tête alors qu'il fait la vaisselle. Par la suite, Jimmy visite une fumerie d'opium à Chinatown.

### Épisode 6:Contrôle des naissances
- États-Unis : 24 octobre 2010 sur HBO
- France : 23 janvier 2011 sur OCS

- États-Unis : 2,81 millions de téléspectateurs[8] (première diffusion)

- Gretchen Mol (Gillian Darmody)
- Greg Antonacci (Johnny Torrio)
- Edoardo Ballerini (Ignatius D'Alessio)
- Dana Ivey (Mme McGarry)
- Peter McRobbie (Frederick Elliott)
- Chris Mulkey (Frank Hague)
- Erik Weiner (l'agent Sesbo)

Deux des frères D'Alessio volent l'un des intermédiaires de Nucky sur la promenade en plein jour. Parce que les voleurs sont perçus comme étant italiens, Nucky soupçonne Luciano d'être à l'origine du larcin. Margaret demande à Mme McGarry, l'une de ses collègues militantes de la Ligue de Tempérance, des conseils sur une offre financière, domestique, sexuelle qu'elle a reçue d'un homme, sans nommer Nucky. Mme McGarry lui conseille de faire comme bon lui semble et lui donne un exemplaire de la brochure Family Limitation de Margaret Sanger. Luciano, qui couche avec Gillian, lui confie son problème d'impuissance. Il est informé par Rothstein que Gillian n'est pas la femme de Jimmy, mais sa mère.
À Chicago, Jimmy déconseille à Torrio de conclure une trêve envisagée avec Sheridan, disant qu'ils auront l'air faibles. En rencontrant Sheridan et ses hommes, Jimmy et Capone tendent une embuscade et les tuent tous avec des armes cachées avec leurs manteaux. De retour à l'hôtel de Torrio, Jimmy est rempli d'éloges de Torrio, ce qui met Capone en colère et le conduit, lui et Jimmy, à échanger des récriminations. Capone rend visite plus tard à Jimmy dans sa chambre et lui dit que son fils est sourd, expliquant poliment qu'il n'a pas apprécié que Jimmy se moque de lui.

### Épisode 7:La Maison
- États-Unis : 31 octobre 2010 sur HBO
- France : 29 janvier 2011 sur OCS

- États-Unis : 2,67 millions de téléspectateurs[9] (première diffusion)

- Tom Aldredge (Ethan Thompson)
- Michael Badalucco (Harry Prince)
- Edoardo Ballerini (Ignatius D'Alessio)
- Max Casella (Leo D'Alessio)
- Jack Huston (Richard Harrow)
- Lisa Joyce (Mary Dittrich)
- Erik Weiner (l'agent Sesbo)
- Anatol Yussef (Meyer Lansky)

A Chicago, Jimmy consulte un médecin pour une douleur à la jambe, qu'il a eu pendant qu'il combattait sur le Front de l'Ouest, et accepte de subir un test psychologique administré à des vétérans. En attendant le test, Jimmy rencontre Richard Harrow, un tireur d'élite vétéran grièvement blessé qui porte un masque d'étain sur son visage défiguré. Richard, ancien sniper, est convaincu par Jimmy de ne pas se soumettre au test. Jimmy le ramène au bordel et lui offre une prostituée afin de passer du bon temps. À Atlantic City, la fiancée de Jimmy, Angela, a une liaison lesbienne avec la femme du photographe Robert Dittrich, Mary.
Meyer Lansky propose à Chalky un accord pour démarrer une nouvelle entreprise de contrebande. Chalky pense que Nucky teste sa loyauté et renvoie Lansky. Lansky et Luciano s'allient alors avec les frères D'Alessio pour mettre en place leur nouvelle opération de contrebande. Luciano propose de financer l'entreprise en cambriolant le casino de Nucky, avec son aide en échange d'une demi-part de l'argent pour son patron, Rothstein.

### Épisode 8:Emporte-moi au ciel
- États-Unis : 7 novembre 2010 sur HBO
- France : 6 février 2011 sur OCS

- États-Unis : 3,21 millions de téléspectateurs[10] (première diffusion)

- Gretchen Mol (Gillian Darmody)
- Greg Antonacci (Johnny Torrio)
- Edoardo Ballerini (Ignatius D'Alessio)
- Danny Burstein (Loly Steinman)
- Max Casella (Leo D'Alessio)
- Jack Huston (Richard Harrow)
- Christopher McDonald (Harry M. Daugherty)
- Geoff Pierson (le sénateur Edge)
- Virginia Kull (Nan Britton)

Nucky se rend à Chicago pour la Convention nationale républicaine, où il se retrouve intrigué par la candidature de Warren G. Harding sur des candidats plus établis. Nucky rencontre la maîtresse de Harding, Nan Britton, et promet à son directeur de campagne les votes de la délégation du New Jersey en échange du blocage de la nomination du sénateur Edge à la vice-présidence, sachant que son ancien allié s'est secrètement opposé à lui en finançant de nouvelles 
routes pour Jersey City plutôt que le projet de Nucky pour Atlantic City. Nucky s'arrête au bordel de Torrio pour trouver plus d'informations sur Harding. Alors que Nucky parle à Torrio et à un juge de l'Ohio, Jimmy descend les escaliers et rencontre son ancien patron. Nucky se comporte froidement envers Jimmy, lui reprochant de ne jamais avoir écrit à sa famille, ignorant que Van Alden, travaillant au bureau de poste d'Atlantic City, a intercepté le flux constant d'argent et de lettres que Jimmy a envoyé à Angela. De retour chez lui, alors qu'il récupère de l'argent au casino de Nucky, Eli se retrouve mêlé dans un vol à main armée au cours duquel il est grièvement blessé par balle par le gang D'Alessio, qui a planifié le casse avec Luciano et Lansky.
Lorsque Nucky apprend l'état d'Eli, il retourne au bordel de Torrio et demande à Jimmy de revenir à Atlantic City, lui rappelant qu'en tant qu'Irlandais parmi les Italiens, Jimmy sera toujours un étranger dans l'équipage de Torrio. Nucky souligne qu'il a besoin de l'aide de Jimmy dans l'intensification de la guerre territoriale contre Rothstein et les Italiens, offrant une part en pourcentage de ses opérations de contrebande et de l'aide pour faire face à l'enquête de Van Alden sur le casse de Jimmy. Jimmy est évasif, bien qu'il regarde plus tard avec nostalgie Torrio et ses hommes rire et plaisanter en italien.

### Épisode 9:Belle Femme
- États-Unis : 14 novembre 2010 sur HBO
- France : 13 février 2011 sur OCS

- États-Unis : 2,98 millions de téléspectateurs[11] (première diffusion)

- Gretchen Mol (Gillian Darmody)
- Edoardo Ballerini (Ignatius D'Alessio)
- Danny Burstein (Loly Steinman)
- Max Casella (Leo D'Alessio)
- Jack Huston (Richard Harrow)
- Josiah Early (Robert Dittrich)
- Peter McRobbie (Le superviseur du FBI)
- Erik Weiner (l'agent Sesbo)
- Anatol Yussef (Meyer Lansky)
- Virginia Kull (Nan Britton)
- Lisa Joyce (Mary Dittrich)

Eli, qui se remet de sa blessure, identifie les frères D'Alessio comme les coupables du braquage du casino. Margaret rencontre Nan, que Nucky a ramenée de Chicago. Nan explique comment le sénateur Harding et elle se sont rencontrés et espère qu'il remporte la prochaine élection présidentielle, mais il ne peut pas la soutenir, elle et leur enfant. Les deux femmes se rendent chez Madame Jeunet pour acheter une robe pour Nan. Jeunet demande à Margaret de persuader Nucky de réduire l'argent exorbitant de la protection qu'elle doit remettre. Au début, Margaret aborde le problème directement, mais cela ne fait que mettre Nucky en colère. Prenant une approche différente, elle dit alors à Nucky qu'elle s'inquiète de ne pas avoir l'air bien pour lui si Jeunet part. Cela fonctionne, et lorsque Jeunet offre avec gratitude à Margaret une robe pour sa fille, Margaret utilise à la place son influence nouvellement trouvée pour obtenir une robe plus chère pour elle-même.
Nucky vient travailler et est surpris de voir Jimmy, qui accepte l'offre de Nucky à condition que ce dernier emploie également Richard et garde leur travail secret. Nucky montre à Jimmy des photos des frères D'Alessio, ce qui implique qu'il veut leur mort. Jimmy note que Nucky évite toujours de donner de tels ordres directement. À New York, Rothstein complote pour prendre le contrôle d'Atlantic City et de son commerce maritime d'alcool de haute qualité. Il rencontre les D'Alessio et les engage pour tuer Nucky. Pour couvrir son investissement sur le coup, Rothstein fait signer des polices d'assurance-vie à ses nouveaux partenaires commerciaux avec lui-même comme bénéficiaire.
Angela boit à la maison avec Robert et Mary Dittrich. Robert essaie d'initier un trio avec Angela et Mary, mais les Dittrich sont obligés de partir lorsque Jimmy arrive à l'improviste. Angela dit qu'elle n'a jamais reçu son télégramme. Jimmy embrasse avec force Angela et les deux finissent par avoir des relations sexuelles sur la table de la cuisine. Le lendemain matin, Jimmy annonce qu'avec son nouveau travail, ils peuvent et doivent avoir un deuxième enfant. Angela visite plus tard l'atelier des Dittrich, où Robert l'informe froidement que son ami marchand d'art n'est plus intéressé par son travail, qu'il ridiculise comme « une imitation bon marché de Mary Cassatt ».
Van Alden est furieux contre son partenaire, l'agent Eric Sebso, pour avoir égaré le télégramme de Jimmy à Nucky, ce qui leur aurait permis d'arrêter Jimmy alors qu'il arrivait de Chicago. Van Alden prévoit d'utiliser la culpabilité de Jimmy dans le vol du camion pour contraindre son témoignage contre Nucky. Jimmy rend visite à Gillian et découvre qu'elle est avec Luciano. Avant que Jimmy ne puisse emmener Luciano, Van Alden arrive pour arrêter Jimmy. Il nie toute implication dans le cambriolage, mais en prison voit son vieux complice Billy Winslow, qu'il pense avoir avoué. Nucky vient dans la cellule de Jimmy et apprend l'alliance de Rothstein avec les D'Alessio. Il refuse d'acheter un avocat à Jimmy mais promet de l'aider d'une autre manière. Sebso convainc Van Alden de le laisser emporter Winslow, qui a en effet avoué. Au cours du trajet, Sebso se révèle être corrompu, tuant Winslow et se blessant pour simuler une tentative d'évasion.

### Épisode 10:La Cité d'émeraude
- États-Unis : 21 novembre 2010 sur HBO
- France : 20 février 2011 sur OCS

- États-Unis : 3,05 millions de téléspectateurs[12] (première diffusion)

- Greg Antonacci (Johnny Torrio)
- Max Casella (Leo D'Alessio)
- Josiah Early (Robert Dittrich)
- Jack Huston (Richard Harrow)
- Dana Ivey (Mme McGarry)
- Lisa Joyce (Mary Dittrich)
- Peter McRobbie (le superviseur du FBI Frederick Elliott)
- Erik Weiner (l'agent Sesbo)
- Anatol Yusef (Meyer Lansky)

À la suite de la tentative d'assassinat de Nucky, Richard reste à l'appartement de Margaret pour sa protection, mais son visage balafré et son masque d'étain font peur aux enfants. Le faux récit de Sebso sur la tentative d'évasion de Winslow est accepté par le patron de Van Alden, Elliott, qui lui donne des congès et avertit Van Alden que d'autres erreurs ruineront sa carrière. Jimmy est libéré de prison faute de preuves, rentre chez lui et cherche à renouer avec Angela. Nucky essaie de dissiper les appréhensions de Margaret à l'idée de vivre sous surveillance, lui promettant qu'il a la situation bien en main. À New York, Rothstein rencontre Mickey et les frères D'Alessio. Rothstein, calculateur valorisant le pouvoir des informations précises, reproche au groupe de ne pas avoir fait suffisamment de recherches sur le majordome de Nucky, Eddie, et d'avoir tiré sur un civil innocent pendant l'attaque. À Chicago, Torrio se met en colère contre Capone, qui l'a interrompu au cours d'une réunion d'affaires avec une farce juvénile. Plus tard, Capone suit Torrio à la bar mitzvah du fils d'un associé. Dans la synagogue, l'un des fidèles discute avec Capone de la signification de la cérémonie et des responsabilités qui accompagnent la virilité. Profondément ému par la cérémonie, Capone s'excuse auprès de Torrio, promettant d'agir comme un adulte et d'assumer plus de responsabilités. Torrio le charge de régler les problèmes de distribution dans une brasserie de leur territoire.
Alors que les Darmody passent devant le magasin de photographie sur la promenade lors d'une sortie en famille, le fils de Jimmy, Tommy, pointe une photo de Robert et Mary Dittrich et nomme « l'amie » qui a embrassé Angela, se référant à Mary. Mais à la suite d'un malentendu sur les propos du jeune garçon, Jimmy fait irruption à l'intérieur du magasin et tabasse Robert, incitant Angela à promettre à Mary qu'elle quittera Jimmy et déménagera avec Tommy et elle à Paris. Margaret célèbre l'adoption du droit de vote féminin, mais Nucky fait immédiatement pression sur elle pour qu'elle aide à rallier de nouvelles électrices en faveur de Bader. Elle cède finalement et fait un discours entraînant en faveur de Bader, mais déchante quand elle voit Nucky se réjouir avec d'autres hommes puissants. Margaret invite également Richard à s'asseoir pendant qu'elle lit aux enfants The Road to Oz et admet plus tard qu'elle était elle-même un peu effrayée par son visage défigurée. Richard répond que parce que lui-même n'a pas dépassé les apparences, il ne peut guère s'attendre à la même chose des autres. Il note également qu'il oublie parfois les changements qu'il a subis et ne s'en souvient que lorsqu'il se regarde dans un miroir.

### Épisode 11:Vert de Paris
- États-Unis : 28 novembre 2010 sur HBO
- France : 27 février 2011 sur OCS

- États-Unis : 3,00 millions de téléspectateurs[13] (première diffusion)

- Gretchen Mol (Gillian Darmody)
- Tom Aldredge (Ethan Thomson)
- Michael Badalucco (Harry Prince)
- Josiah Early (Robert Dittrich)
- Jack Huston (Richard Harrow)
- Lisa Joyce (Mary Dittrich)
- Erik Weiner (l'agent Sesbo)

Van Alden continue de remettre en question les mensonges de Sebso sur la mort de Winslow, ce qui incite Sebso à appeler Nucky pour lui offrir des pistes pour regagner sa confiance. Nucky lui parle d'un alambic illégal dans les bois à la périphérie d'Atlantic City et suggère à l'agent d'en parler à Van Alden. Alors qu'ils cherchent l'alambic, les deux agents tombent sur un baptême par immersion d'une église afro-américaine, incitant Van Alden à verser des larmes. Sebso, qui est juif, demande un transfert à Détroit et affronte un Van Alden encore méfiant à propos de son hostilité et de son antisémitisme. Exaspéré malgré sa culpabilité réelle, Sebso exige de savoir comment il pourrait gagner sa confiance avant de partir. En réponse, Van Alden l'amène à la rivière et intimide son collègue pour qu'il se fasse baptiser. Poussé dans une frénésie religieuse par la confusion et le refus de Sebso de « se repentir », Van Alden le plonge sous l'eau à plusieurs reprises et finit par le noyer. Van Alden déclare à la foule que la justice divine a été rendue, laissant ses intentions ambiguës.
Gillian demande à Jimmy de rendre visite au Commodore mourant, son père biologique, ce qu'il fait à contrecœur en raison : en effet, Jimmy est le résultat du viol de sa mère à l'âge de treize ans par le Commodore, alors quingénaire. Le Commodore essaie d'apaiser Jimmy, en lui disant qu'il devrait supplanter Nucky et que Gillian est celle qui l'a amenée au Commodore des décennies auparavant. Jimmy décide de rester avec son père alors qu'il est en train d'agoniser d'un mal inconnu. Lorsque le médécin du vieil homme détecte des quantités importantes d' arsenic dans l'échantillon de cheveux du Commodore, Jimmy confronte sa mère sur la boîte d'arsenic vide retrouvée dans la poubelle, bien qu'il la rassure de son soutien, quelles que soient ses intentions, mais elle garde le silence. Le Commodore, quant à lui, se remet petit à petit de son empoisonnement.
Rothstein est appelé à Chicago pour se défendre contre les accusations de son implication dans le scandale des Black Sox. Les frères D'Alessio survivants se sont cachés à l'extérieur d'Atlantic City. Richard trouve l'un d'eux chez des membres de sa famille. Richard suggère de tuer la famille comme moyen d'amener les frères à « relever la tête », une tactique rappelant son passé de tireur d'élite pendant la Première Guerre mondiale. Jimmy est indécis. Pendant ce temps, Angela se prépare à quitter la ville avec Tommy et Mary, laissant un mot à Jimmy sur leur lit. Elle se rend au magasin de photographie pour le trouver vide, ignorant que Robert a pris connaissance du plan de Mary et s'est enfui avec elle. Désemparée et impuissante, Angela se précipite chez elle, seulement pour découvrir que Jimmy a déjà lu la note. Avec leur fils dans la pièce, ni l'un ni l'autre ne mentionne la note, et Jimmy semble déterminé à continuer comme avant.
Nucky continue de faire face à la pression de gagner à la fois les élections et la guerre des gangs avec les frères D'Alessio. Pendant ce temps, le petit ami de la voisine de Margaret, Annabelle, perd tout son argent dans le stratagème original de Ponzi. Quand il s'enfuit avec les économies d'une vie d'Annabelle, elle lui propose de reprendre son ancienne relation avec Nucky. Margaret les surprend en train de parler dans son bureau et se dispute plus tard avec lui, critiquant Nucky pour l'avoir impliquée dans ses affaires, puis insistant pour qu'elle ignore ses réalités peu recommandables. Nucky soutient que les propres choix de Margaret les ont rapprochés, aucun d'entre eux ne reflétant bien son propre caractère. Margaret lève également ses soupçons sur le rôle de Nucky dans la mort de Hans, ce que Nucky confirme indirectement en rétorquant qu'aucun d'eux n'a ou ne devrait avoir de regrets sur ce qui lui est arrivé.

### Épisode 12:Retour à la normale
- États-Unis : 5 décembre 2010 sur HBO
- France : 6 mars 2011 sur OCS

- États-Unis : 3,29 millions de téléspectateurs[14] (première diffusion)

- Peter McRobbie (le superviseur du FBI Frederick Elliott)
- Jack Huston (Richard Harrow)
- Gretchen Mol (Gillian Darmody)
- Max Casella (Leo D'Alessio)
- Greg Antonacci (Johnny Torrio)
- Virginia Kull (Nan Britton)

Après avoir fait passer la mort de Sesbo pour une crise cardiaque, Van Alden demande un transfert hors d'Atlantic City, bien que son superviseur lui demande de reconsidérer sa décision. Lorsque Van Alden informe sa femme Rose de sa décision, elle essaie de l'en dissuader. Il dit peu après que si Dieu veut qu'il reste à Atlantic City, il lui enverra un signe. Pendant ce temps, la femme de chambre du Commodore admet qu'elle a essayé de l'empoisonner à cause de ses mauvais traitements constants. Nucky la laisse tranquillement quitter Atlantic City à la suite des protestations du Commodore. Nucky est de plus en plus stressé par les élections, que les démocrates ont de bonnes chances de gagner. Chalky propose notamment de livrer le vote noir pour 10 000 dollars.
Margaret et ses enfants restent avec Nan, qui insiste sur le fait que Warren G. Harding l'enverra chercher lorsqu'il deviendra Président. Margaret n'a pas le cœur de lui dire le contraire, mais se préoccupe de s'occuper des enfants et de décider si elle doit quitter Atlantic City. Rothstein est sur le point de fuir le pays pour échapper à un acte d'accusation dans le scandale des Black Sox lorsque Luciano et Lansky lui suggère de négocier avec Nucky pour mettre fin à leur guerre des gangs. Lors d'une réunion organisée par Torrio, Nucky accepte de mettre fin à la guerre et d'utiliser ses relations politiques pour annuler l'acte d'accusation pour un million de dollars en espèces et l'emplacement des frères D'Alessio restants. Alors que Nucky convoque une conférence de presse accusant les D'Alessio du cambriolage du camion, Jimmy, Capone et Richard éliminent le gang de manière sanglante.
Grâce à Nan et à une procession de la Toussaint dans un cimetière, Margaret découvre les tombes de la femme et de l'enfant de Nucky. Lorsque Margaret revient pour lui poser des questions à leur sujet, il lui dit à quel point il était heureux et terrifié par la naissance de son fils - tellement terrifié à l'idée de nuire au bébé qu'il s'est enterré dans le travail. Après une semaine, il s'est finalement approché du berceau, seulement pour trouver son fils déjà mort d'une pneumonie et sa femme, dépressive, s'est suicidée peu de temps après. Nucky dit alors qu'il a éprouvé la même terreur et le même bonheur en passant du temps avec Margaret et ses enfants. Margaret décide que Nucky doit être gentil de cœur, mais lui demande pourquoi il fait ce qu'il fait. Il répond que tout le monde doit décider avec combien de péchés ils peuvent vivre, et les deux disent adieu, Margaret envisageant de quitter Atlantic City après les élections.
Confronté à Angela à propos de ses terreurs nocturnes inquiétantes, Jimmy lui parle de sa vie dans les tranchées. Le couple se pardonne et décide de repartir à zéro. Cependant, quand Angela reçoit une carte postale d'excuse de Mary à Paris, elle coupe ses longs cheveux que Jimmy aimait tant, le décevant. Lucy se rend au bureau de Poste pour informe Van Alden qu'elle est enceinte. Le soir des élections, Bader l'emporte et les Républicains remporter une victoire décisive à travers la ville. Eli est toujours en colère contre Nucky pour l'avoir laissé tomber du ticket, mais Nucky promet de se rattraper. Nucky demande à Bader de renvoyer Halloran et de réintégrer Eli en tant que shérif comme son premier acte officiel, cela ne fait qu'humilier Halloran et ne parvient pas à apaiser Eli. Gâchant davantage la célébration, un Jimmy ivre confronte Nucky, l'accusant d'avoir prostituée sa mère au Commodore et d'exploiter généralement tout le monde autour de lui. Margaret et Nucky se réunissent avant que l'élection présidentielle ne soit convoquée pour Harding.